# Lerca
Lerca is een plaats (frazione) in de Italiaanse gemeente Cogoleto, provincie Genua, en telt ongeveer 550 inwoners

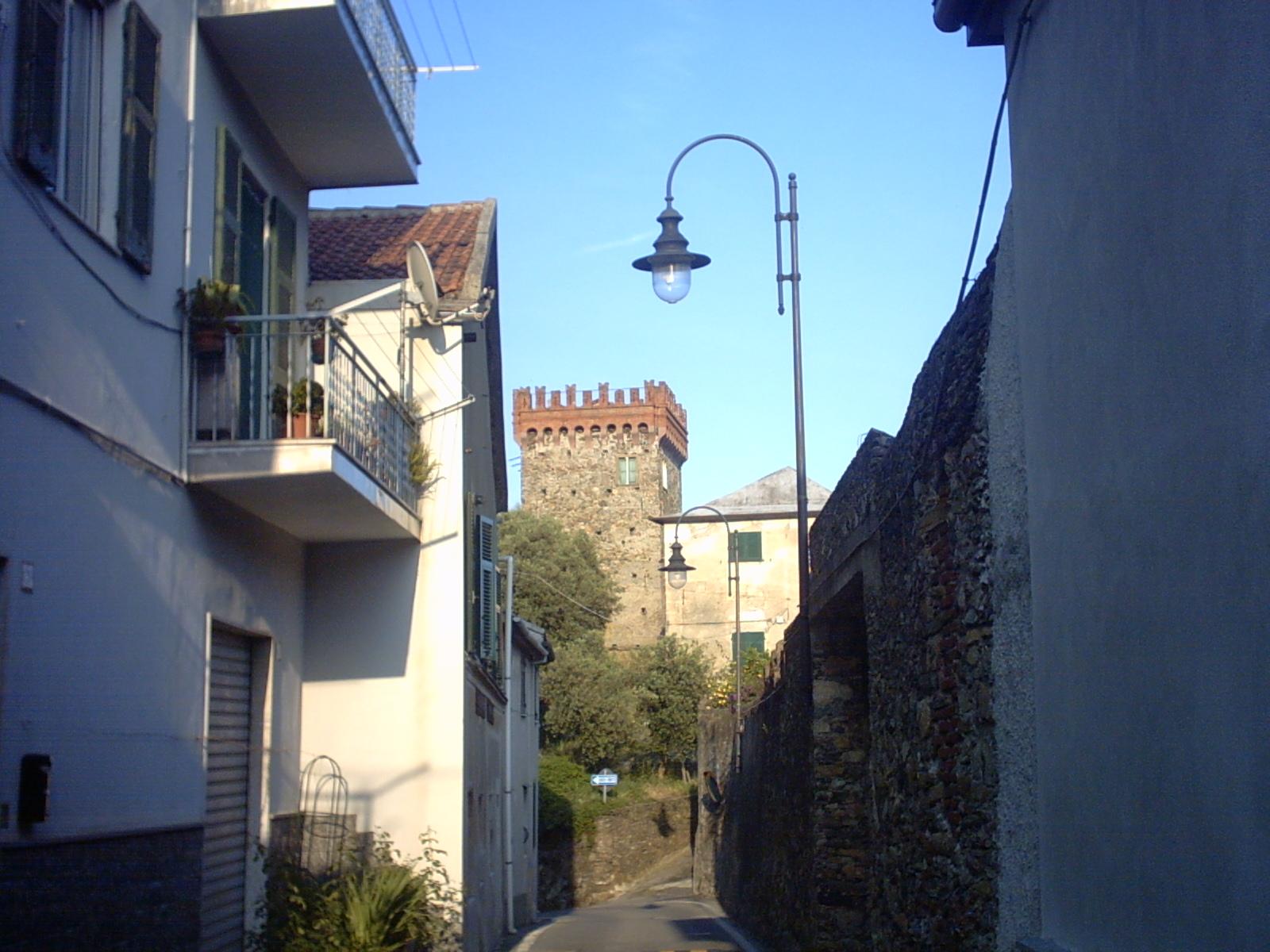
De torre